# Конкурс молодых музыкантов «Евровидение-1996»
Евровидение для молодых музыкантов 1996 (англ. Eurovision Young Musicians 1996) — восьмой конкурс молодых музыкантов «Евровидение», который прошёл в Португалии в 1996 году. Финал конкурса состоялся 12 июня 1996 года на сцене Культурного центра Белен в Лиссабоне. Победу на конкурсе одержала участница из Германии скрипачка Юлия Фишер. Музыканты из Австрии и Эстонии заняли второе и третье место соответственно.
Организаторами конкурса выступили Радио и телевидение Португалии и Европейский вещательный союз. В конкурсе приняли участие молодые музыканты в возрасте до 19 лет из 16 стран Европы. От конкурса отказались Венгрия, Дания, Литва, Македония, Россия, Хорватия и Швеция.

## Место проведения

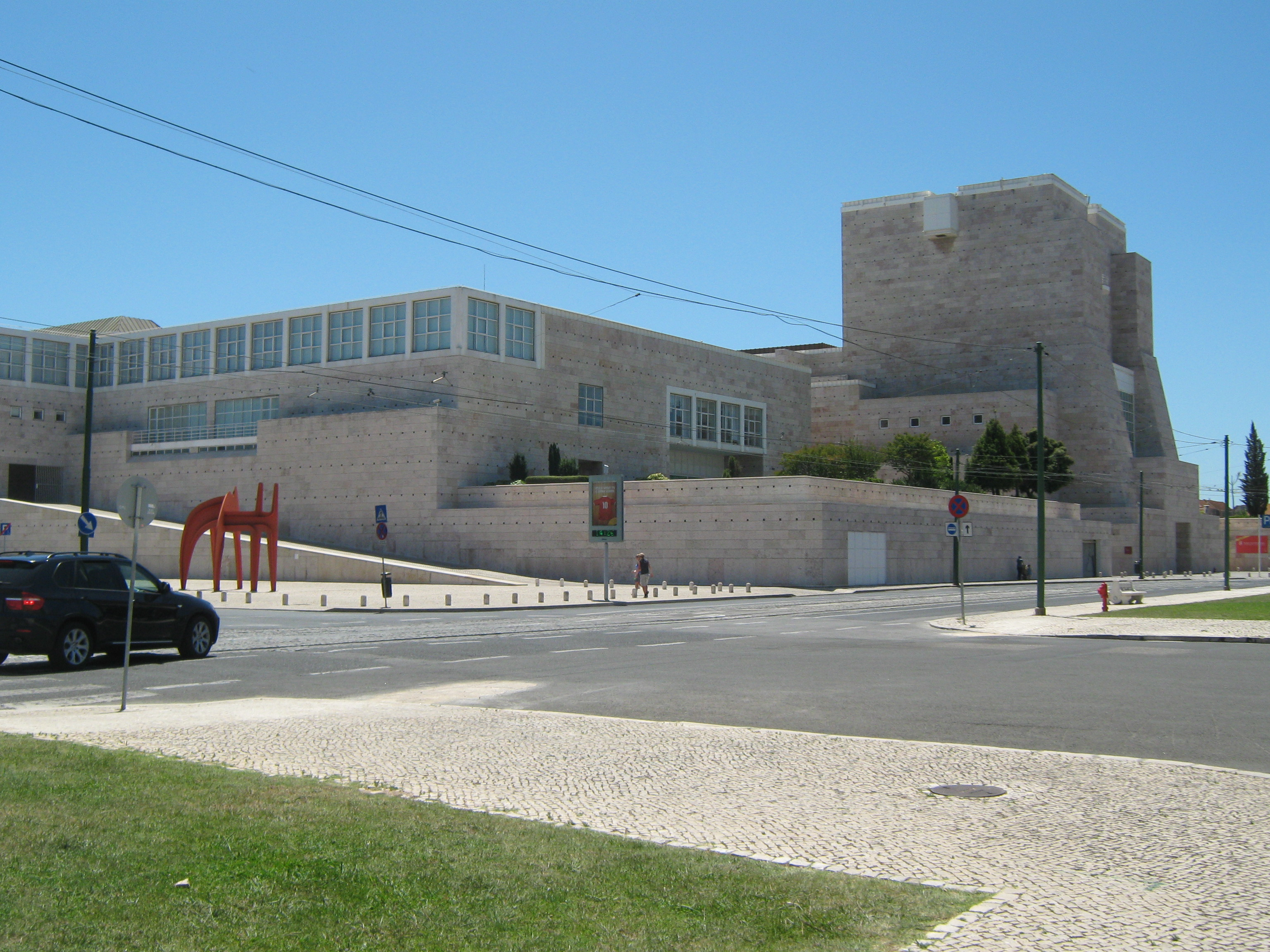
Культурный центр Белен в Лиссабоне

Местом проведения конкурса была выбрана столица Португалии — Лиссабон. Финал конкурса прошёл на сцене Культурного центра Белен. Культурный центр, занимающий площадь около 97 тысяч квадратных метров, строился с 1988 по 1993 год и изначально предназначался для проведения мероприятий в честь председательства Португалии в ЕС. В нём располагаются выставочный и театральный центры, а также конференц-центр.
Центр был построен по проекту португальского архитектора Мануэла Салгаду и итальянца Витторио Греготти, который выбрали из 57 работ, предложенных в ходе международного конкурса. Из пяти предполагавшихся сооружений были построены три: Центр собраний, Центр представлений и Выставочный центр. Артистическим «сердцем» комплекса стал Центр представлений. Три его зала оборудованы для выступлений в разных видах искусства: опере, кино, танцах, театре и музыке любых жанров. Залы вмещают от 85 до 1500 человек.
Выставочный центр состоит из множества площадок, разделенных четырьмя галереями. В нём выставляются фотографии, произведения изобразительного искусства, архитектурные и дизайнерские объекты. Кроме того, в Культурном центре Белен находятся Музей современного искусства (Музей Берарду) и Музей дизайна. По выходным Культурный центр Белен наполняется посетителями, которые, помимо обычных культурных программ, могут насладиться различными представлениями, выступлениями уличных актёров и музыкантов.

## Формат
К участию в конкурсе допускаются молодые музыканты в возрасте от 10 до 19 лет включительно, с учётом того, что в день проведения финала им не исполнится 20 лет. Причем участниками могут стать только соло-исполнители, не задействованные на профессиональной основе (то есть не получающие прибыли от выступлений). Музыкальный инструмент и программу участник выбирает по своему усмотрению.
Каждый из участников в полуфинале (также именуется предварительным раундом или отборочным туром) и финале исполняет выбранную им программу, состоящую из классических музыкальных произведений. Оценивает выступления конкурсантов профессиональное жюри, каждый член которого обязан присудить баллы от 1 до 10 каждому исполнителю. Из полуфинала по результатам голосования жюри в финал выходит 8 стран-участниц. В финале жюри объявляет тройку победителей.

### Оркестр
Участникам конкурса аккомпанировал Португальский Симфонический Оркестр под руководством Луиса Искьердо.

## Участники

### Исполнители, уже участвовавшие в конкурсе ранее

#### Выступавшие как полноценные музыканты
- Бельгия: Дэвид Коэн (Евровидение для молодых музыкантов 1994 — не прошёл в финал)
- Кипр: Манолис Неофиту (Евровидение для молодых музыкантов 1992, 1994 — не прошёл в финал)

### Полуфинал
| Страна         | Представитель         | Инструмент | Результат |
| -------------- | --------------------- | ---------- | --------- |
| Австрия        | Лидия Байх            | Скрипка    | Финалист  |
| Бельгия        | Дэвид Коэн            | Виолончель | —         |
| Великобритания | Рафаль Зэмбрзики-Пэйн | Скрипка    | —         |
| Германия       | Юлия Фишер            | Скрипка    | Финалист  |
| Греция         | Ангелосз Льякакисз    | Виолончель | —         |
| Ирландия       | Джеральд Перегрин     | Виолончель | —         |
| Испания        | Майя Тураллолс        | Фортепиано | —         |
| Кипр           | Манолис Неофиту       | Фортепиано | —         |
| Латвия         | Байба Скриде          | Скрипка    | Финалист  |
| Норвегия       | Гунилла Зюссман       | Фортепиано | Финалист  |
| Польша         | Мария Новак           | Скрипка    | Финалист  |
| Португалия     | Ракель Кейрош         | Скрипка    | —         |
| Словения       | Гал Фэгэнель          | Виолончель | —         |
| Финляндия      | Юсси Макконен         | Виолончель | —         |
| Франция        | Фанни Кламаджирэнд    | Скрипка    | Финалист  |
| Швейцария      | Антуан Ребштайн       | Фортепиано | Финалист  |
| Эстония        | Ханна Хейнмэа         | Фортепиано | Финалист  |

### Финал
| № | Страна    | Представитель      | Инструмент | Результат    |
| - | --------- | ------------------ | ---------- | ------------ |
| 1 | Норвегия  | Гунилла Зюссман    | Фортепиано | —            |
| 2 | Швейцария | Антуан Ребштайн    | Фортепиано | —            |
| 3 | Польша    | Мария Новак        | Скрипка    | —            |
| 4 | Латвия    | Байба Скриде       | Скрипка    | —            |
| 5 | Франция   | Фанни Кламаджирэнд | Скрипка    | —            |
| 6 | Австрия   | Лидия Байх         | Скрипка    | Второе место |
| 7 | Эстония   | Ханна Хейнмэа      | Фортепиано | Третье место |
| 8 | Германия  | Юлия Фишер         | Скрипка    | Победитель   |